# Didier Sénac
Didier Sénac (Saint-Denis, 2 ottobre 1958) è un ex calciatore francese, di ruolo difensore.

## Carriera
Giocò in Ligue 1 con le maglie di Lens e Bordeaux. Fece parte della Nazionale francese che vinse la medaglia d'oro alle Olimpiadi del 1984.

## Palmarès

### Giocatore

#### Club

##### Competizioni nazionali
- Ligue 2: 1

Bordeaux: 1991-1992

##### Competizioni internazionali
- Coppa Intertoto UEFA: 1

Bordeaux: 1995

#### Nazionale
- Oro olimpico: 1

Los Angeles 1984